# Автобан A60 (Німеччина)
Федеральний автобан A60 (A60, нім. Bundesautobahn 60)  – німецький автобан, який пролягає двома незв’язаними ділянками від бельгійського кордону біля Вінтершпельта через Віттліх, Бінген і Майнц до Рюссельсхайма. У той час як західна ділянка є одним із двох транскордонних автобанів до Бельгії, східна ділянка утворює регіональний маршрут у районі Рейн-Майн із ділянкою кільцевої Майнца.
Весь маршрут є частиною Європейського маршруту 42, у західній частині також на ділянках Європейського маршруту 29. B50 наразі розширюється як вільне сполучення між західною та східною ділянками після запланованого раніше закриття розрив як автомагістраль через південний Гунсрюк було відхилено.

## Маршрут

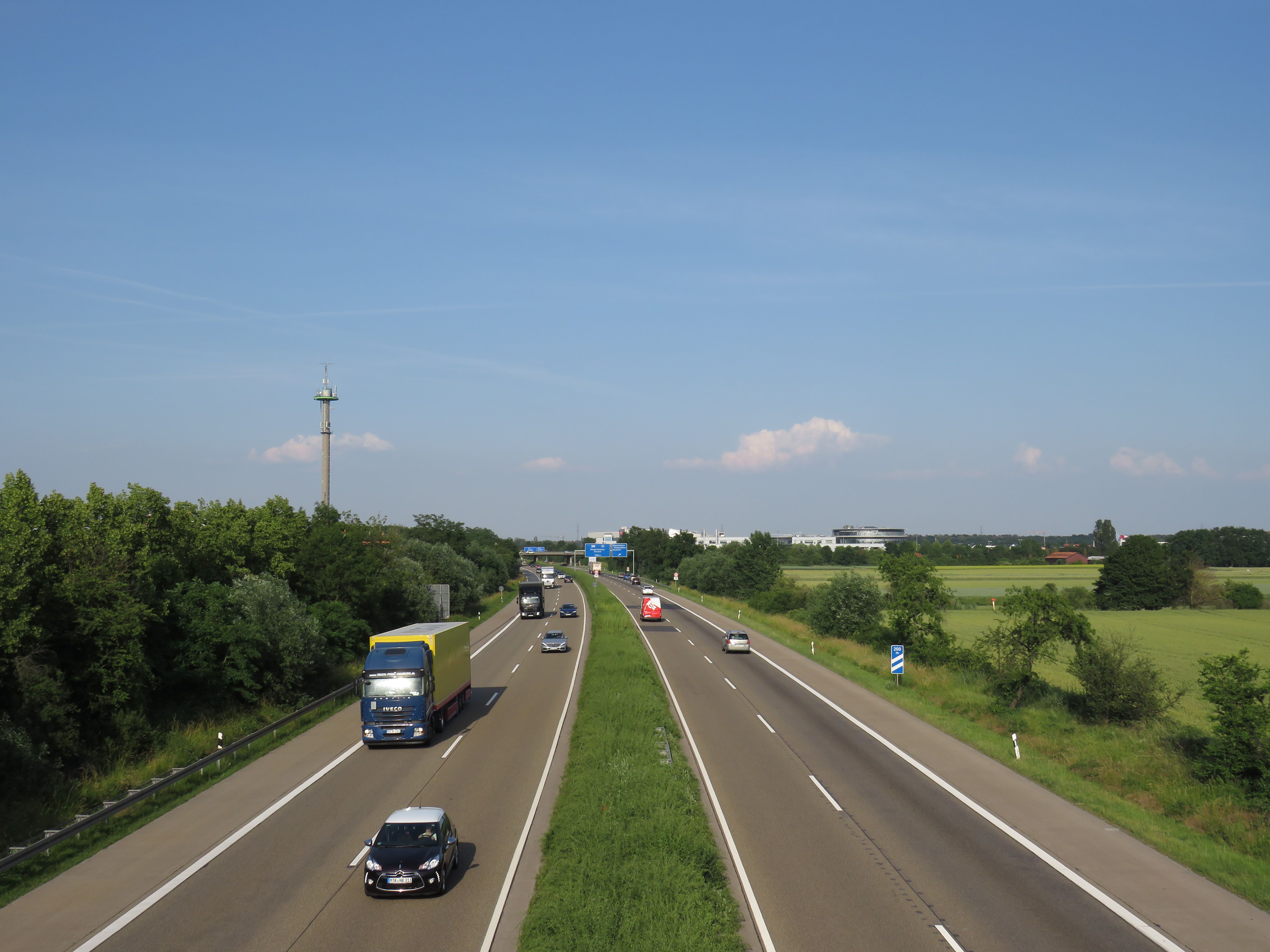
A60 в Рюссельсгаймі.